# 山岡重治
山岡 重治（やまおか しげはる、1950年8月31日 - ）は日本のリコーダー奏者、およびリコーダー製作家（製作家名：平尾 重治）。東京都出身。古楽グループ ”レ・サンクサンス” 主宰。平尾リコーダー工房主宰。

## 経歴
1973年、バーゼル・スコラ・カントールムに留学し、リコーダーをハンス＝マルティン・リンデおよびジャネット・ファン・ヴィンゲルデンに師事した後、オランダのハーグ王立音楽院にてリコーダーをリカルド・カンジ、リコーダー製作をフレデリック・モーガンに師事する。
1975年、ブルージュ国際音楽コンクール アンサンブル部門第一位。1978年、ミュンヘン国際音楽コンクール リコーダー部門（ソロ部門）第3位（第1位、第2位なし）。
1980年に帰国後、平尾リコーダー工房を開設。自身の演奏活動のかたわらリコーダー製作にも力を注ぎ、世界各国の演奏家に楽器を提供している。
また、上野学園大学音楽学部音楽学科客員教授（1983〜2024）、東京藝術大学音楽学部古楽科非常勤講師（2003〜2018）として後進の指導にもあたる。